# Намедни 1961—2003. Наша эра
«Намедни 1961—2003. Наша эра» — цикл документальных телевизионных передач по истории СССР и России во второй половине XX века и начале XXI века на НТВ. Автор и ведущий — Леонид Парфёнов. Каждая серия посвящена событиям, людям и явлениям в СССР и России. Первоначальный цикл, выходивший на экран в 1997—1998 годах, включал в себя выпуски о годах с 1961-го по 1991-й, впоследствии были сняты также передачи о годах с 1992-го по 2003-й (причём выпуски про 1999—2003 годы делались сразу по окончании каждого из этих годов как подведение их итогов). В таком виде цикл был издан на видеокассетах и DVD.
С 2019 года на своём YouTube-канале Парфёнов выпускает идейное продолжение передачи — «Нмдни», в таком же формате и с тем же слоганом. В него вошли серии о годах с 1921-го по 1941-й, с 1946-го по 1960-й, с 2004-го по 2024-й, а также с 1961-го по 1965-й.

## Структура цикла
Первый выпуск состоял из 31 серии, охватывавшей период с 1961 по 1991 год (СССР). Они сопровождались комментариями различных известных людей: писателя Анатолия Стреляного, экономиста Егора Гайдара, политолога Сергея Караганова и актрис Ренаты Литвиновой и Татьяны Друбич.
Заставки во время всех 43 серий представляли собой своеобразные шутки. Они были сделаны из кинохроник со вставленным в него изображением Леонида Парфёнова как действующего лица, а последний их кадр «фотографировался» и помещался на первую полосу газеты с заголовком; были заставки и заголовки следующего содержания:
- Парфёнов перезаряжает ружьё на охоте с Никитой Хрущёвым (В то время, как охотники заряжали ружья…) — заголовок «С ТРОФЕЕМ!»,
- Парфёнов поливает на руки Никите Хрущёву из кувшина (В те дни Никита Сергеевич секретарь центрального комитета коммунистической партии Украины) — заголовок «НА РАННЕЙ ЗОРЬКЕ»,
- Парфёнов стоит за спиной у Брежнева и Живкова во время вручения последнему медали «Золотая Звезда» (…медаль золотая звезда вручил Тодору Живкову Леонид Ильич Брежнев) — заголовок «ДРУЖБЕ КРЕПНУТЬ»,
- Парфёнов вместе с Форрестом Гампом на приёме в Белом Доме (Он сказал: Ему нужно отлить.) — заголовок «ВСТРЕЧА В БЕЛОМ ДОМЕ»,
- Парфёнов присутствует на переговорах Горбачёва и Рейгана (Но лидеры двух великих держав согласились с необходимостью активизировать диалог…) — заголовок «В ОБСТАНОВКЕ ДОВЕРИЯ»,
- Парфёнов присутствует на переговорах Хрущёва и Насера (…СССР Никита Сергеевич Хрущёв принял президента Гамаль Абдель Насер) — заголовок «РУКИ ПРОЧЬ ОТ ЕГИПТА»,
- Парфёнов на космической станции «Мир» (Сегодня погибла последняя муха дрозофила…) — заголовок «ВСТРЕЧА НА ОРБИТЕ»,
- Парфёнов прикуривает у Фиделя Кастро (Член ЦК, министр иностранных дел Рауль Роа и другие официальные лица…) — заголовок «ТАК ВСТРЕЧАЮТСЯ БРАТЬЯ»,
- Парфёнов в образе Билла Клинтона обнимает Монику Левински (Эти кадры обошли мир. Такое поведение Моники на праздновании по случаю переизбрания сочли косвенным доказательством правоты обвинений… — на фоне песни «Любочка» группы «Маша и Медведи») — заголовок «СИНЕНЬКОЕ ПЛАТЬИЦЕ, ОВАЛЬНЫЙ КАБИНЕТ»,
- Парфёнов с Кейт Уинслет в эпизоде фильма «Титаник» — заголовок «КИНО С ПАРФЁНОВЫМ. КАК АЙСБЕРГ В ОКЕАНЕ»,
- Парфёнов целует Мэрилин Монро (— Представить себе не мог, что такое возможно. — Благодарю.) — заголовок «ИХ НРАВЫ».

Схожий приём с заголовками широко применялся в информационно-аналитической программе «Намедни» с Парфёновым, шедшей на НТВ с 2001 по 2004 годы.

## История
В 1996 году Леонид Парфёнов принимает решение поменять программе «Намедни» жанр — из «информационной программы неполитических новостей» в «документальный цикл». 1 марта 1997 года в 22:45 в эфир канала НТВ вышел первый выпуск документального цикла «Намедни 1961—1991: Наша эра». Режиссёром программы был Джаник Файзиев, художником — Елена Китаева. Первый блок состоял из 12 серий (1961—1972 годы). Он выходил в эфир с 1 марта по 31 мая 1997 года. Второй блок из 19 серий выходил с 7 марта по 18 июля 1998 года и охватывал период с 1973 по 1991 год. Проект оказался настолько успешным, что Парфёнов принял решение продлить проект до 1999 года. Новые серии проекта вышли в эфир с 21 по 30 декабря 1999 года. 30 декабря 2000 года вышла 40 серия проекта про 2000 год.
В перерывах и паузах между съёмками и показом новых частей проекта по 2003 год включительно старые серии «Намедни» продолжали на регулярной основе повторяться в утреннем, дневном или вечернем эфире НТВ, обычно в связи с летним отпуском тех или иных передач или же после захвата НТВ, с целью заполнить освободившиеся в сетке вещания места ушедших из эфира программ.
После этого в 2001 (30 декабря), 2002 (29 декабря) и 2003 годах (28 декабря) выходил специальный выпуск «Намедни», в котором Леонид Парфёнов рассказывал о событиях уходящего года.
30 мая 2004 года генеральный директор НТВ Николай Сенкевич закрыл обе программы и уволил Леонида Парфёнова с канала.
После закрытия программы в 2004 году была выпущена энциклопедия «Намедни 1961—2003».

### Идейное продолжение
Развитие аналитической журналистики в социальных сетях в целом и YouTube в частности подтолкнуло Леонида Парфёнова к мысли о переносе формата передачи в интернет. 22 февраля 2019 года было объявлено, что продолжение цикла в виде серий о периоде с 1946 по 1951 год выйдет в марте того же года на YouTube-канале Леонида Парфёнова «Парфенон». Это своеобразный «приквел» «Намедни 1961—2003», который основан на «нулевом» томе книжной серии «Намедни». Вскоре проект стал выходить без слова «Намедни» в названии (этот бренд остался собственностью «НТВ»), но в таком же формате и с тем же слоганом. Так были выпущены циклы о годах с 1946-го по 1960-й, с 2004-го по 2024-й, с 1921-го по 1941-й, а также с 1961-го по 1965-й.

### Книга-альбом «Намедни. Наша эра»
В 2007 году Леонид Парфёнов начал работу над книгой-альбомом «Намедни. Наша эра», разделённой на четыре тома — по десятилетиям. Материалы для издания Леонид Парфёнов собирал с помощью друзей, знакомых и многочисленных читателей дневника в «Живом журнале». Часть фотографий взята из личного архива Парфёнова. По его словам:

…В книге собрано намного больше информации, чем было в телепроекте. Объём текста раз в пять больше. Телевидение сильно ограничивала вялая, старая кинохроника. Кроме того, в издании есть ряд тем, которых не было в телепроекте вообще: от диафильмов — до побега Нуреева…
— Леонид Парфёнов
Первый том (1961—1970) вышел 11 ноября 2008 года. Четырёхтомник оказался настолько успешным, что в конце 2010 года Парфёнов начал работу над пятым томом, рассказывающим про 2000-е годы. Всего вышло 11 томов: 1921—1930, 1931—1940, 1946—1960, 1961—1970, 1971—1980, 1981—1990, 1991—2000, 2001—2005, 2006—2010, 2011—2015 и 2016—2020.

## Список серий

### 1961—1969
1961
| - Новые деньги - Стрелка ощенилась - Кукурузная программа - Фильм «Человек-амфибия» - Полёт Юрия Гагарина - Флористика - Туфли на каблуках-шпильках - Плайя-Хирон - Хрущёвки - Советская оперетта. Татьяна Шмыга - Братская ГЭС - Дворец съездов | - Валерий Брумель - XXII съезд КПСС - Вынос из Мавзолея тела Сталина - Собрание сочинений Ильфа и Петрова - Дело Рокотова - Движение неприсоединения - Олег Попов - Переговоры Хрущёва и Кеннеди - «Хотят ли русские войны?» - Берлинский кризис. Строительство Берлинской стены - Трус, Балбес и Бывалый |

1962
| - «Голубой огонёк» - Нона Гаприндашвили - Иностранные языки в школе - Год Африки - Муслим Магомаев - Теплоход «Комета» - Хрущёв на выставке авангардистов - Джон Гленн — американский Гагарин - Повышение цен на мясо, масло и молоко - Радиостанция «Юность» - Новочеркасский расстрел - Гастроли Большого театра в США | - 150-летие Бородинской битвы. Поручик Ржевский - Награждение учёных-ядерщиков - Фильм «А если это любовь?» - Журнал «Новый мир» и рассказ «Один день Ивана Денисовича» - Хула-хуп - Игорь Стравинский в СССР - МКАД - Пингвин — символ Антарктиды - Олег Пеньковский - Карибский кризис - Эдита Пьеха и Майя Кристалинская - Нобелевский лауреат Ландау |

1963
| - Телеигра «КВН» - Мартин Лютер Кинг - Полёт Валентины Терешковой - Нефтепровод «Дружба» - Твист - Антирелигиозная пропаганда - Лев Яшин — обладатель «Золотого мяча» - Новый быт и новые технологии - Фидель Кастро в СССР - Полиэтилен - Болоньевый плащ - Тигран Петросян — 9-й чемпион мира - Песенный цикл «А у нас во дворе» | - Ухудшение отношений СССР и Китая - Фильм «Восемь с половиной» — лауреат гран-при МКК - Кинотеатр «Россия» - Квадратно-гнездовой посев - Покраска волос - Визит Хрущёва в Югославию - Новая школьная форма - Импорт зерна - Журнал «Юность» - Убийство Джона Кеннеди - Минимализм в быту - Людмила Зыкина — Заслуженная артистка РСФСР |

1964
| - Лидия Скобликова: 4 золотые медали из 4-х - Людмила Белоусова и Олег Протопопов - Операция «Красный дракон» - Пенсии колхозникам - Фильм «Я шагаю по Москве» - Радиостанция «Маяк» - Визит Хрущёва в ОАР на открытие Асуанской ГЭС - «Антимиры» Андрея Вознесенского - Анастас Микоян — Председатель президиума ВС СССР - Рихард Зорге - «Таёжный цикл» Александры Пахмутовой - Театр на Таганке - Одомашнивание диких животных. Василий Песков | - Отставка Хрущёва - Алексей Аджубей - Ла Скала в Москве - Тракторы «К-700» и «ДТ-75» - Фильм «Гамлет». Иннокентий Смоктуновский - Усиление борьбы с тунеядством. Суд над Иосифом Бродским - Юрий Власов и Леонид Жаботинский - Искусственный мех - Нобелевские лауреаты Басов и Прохоров - Булат Окуджава - Телепередача «Спокойной ночи, малыши!» - Урхо Кекконен, финляндизация и летка-енка - Нейлоновая рубашка |

1965
| - Леонов в открытом космосе - Мотоциклы «Иж Планета» и «Иж Юпитер» - Эдуард Хиль - Мохер - Футбольный матч СССР — Бразилия - Ми-10, Ту-134, Ил-62, Ан-22 и Ту-144 в Ле-Бурже - «Брестская крепость» Сергея Смирнова - 20 лет Победы - Софи Лорен - Косыгинские реформы - Студенческая самодеятельность - Фильм «Операция „Ы“» - ЭВМ «Урал» | - Евгений Евтушенко - Скороварка - Наталья Кучинская - Телевизор «Электрон» - Битломания в СССР - Николай Подгорный — новый Председатель президиума ВС СССР - Индо-пакистанский инцидент - Эдуард Стрельцов снова играет - День учителя - Война во Вьетнаме - Нобелевский лауреат Шолохов - Радиоприёмник «Спидола» |

1966
| - Станции «Луна-9» и «Луна-10» - Мелиорация земель - Ташкентская декларация - Пик мирового и советского кинобума. Журнал «Советский экран» - 8 марта — выходной - Прямые авиарейсы СССР — США - Цирк на льду - Землетрясение в Ташкенте - Часы «Ракета» - Культурная революция в Китае - Кижи — музей под открытом небом | - «Запорожец»: «Горбатого» сменил «Ушастый» - Процесс Синявского и Даниэля - Мода на янтарь - Антиамериканские выступления на Йокосуке - XXIII съезд КПСС - Деревенская проза - Як-40 - Шарль де Голль в СССР - Усиление борьбы с хулиганством - Торговые автоматы - «Кабачок „13 стульев“» |

1967
| - «Литературная газета» - Могила Неизвестного Солдата - Чтец Сергей Юрский - Снятие Шелепина, Семичастного и Павлова - Юрий Андропов — глава КГБ - Фильм «Кавказская пленница» - Погиб Владимир Комаров - Ираклий Андроников - «ЭКСПО-67» - «Мастер и Маргарита» - Шестидневная война - Фильм «Неуловимые мстители» | - Останкинская телебашня. Телецентр «Останкино». Начало цветного телевещания - Монумент «Родина-мать» - Владимир Высоцкий в фильме «Вертикаль» - 50-летие Октябрьской революции. «Развитой социализм» - Театр «Современник» - «По сравнению с 1913 г.» - «Чёрные полковники» - Пятидневная рабочая неделя - 2 года службы в армии вместо 3-х и 3 года на флоте - Знак качества - Кримплен - «Кармен-сюита» и Майя Плисецкая |

1968
| - Программа «Время» - Народные промыслы - Вестерны киностудии ДЕФА. Гойко Митич - Погиб Юрий Гагарин - Пражская весна - Николай Сличенко - Калининский проспект - Анекдоты про Чапаева - 50 лет комсомолу - Фильмы о Фантомасе: «Фантомас» и «Анискин и Фантомас» - Женский брючный костюм - Фильм «Мёртвый сезон» | - «Москвич-412» - Убийства Роберта Кеннеди и Мартина Лютера Кинга - Телепередача «В мире животных». Лежбище котиков - Собрание сочинений Эрнеста Хемингуэя - Вязание - Олимпиада в Мехико - Аркадий Райкин - Эскалация войны во Вьетнаме. Трагедия в Сонгми. Вьетнамки - Ввод войск в Чехословакию - Демонстрация 25 августа - «Миньон дерзаний» Давида Тухманова |

1969
| - Ирина Роднина и Алексей Уланов - Беспорядки в Северной Ирландии - Стыковка «Союза-4» и «Союза-5» - Покушение на Брежнева - Барышников и Сабирова — победители МКАБ - Ян Палах - Сборная СССР по хоккею — абсолютный чемпион мира - Бум куроводства - Фильм «Бриллиантовая рука» - «Воспоминания и размышления» маршала Жукова - Мумиё - Нил Армстронг на Луне | - Издание Антуана де Сент-Экзюпери - Песня «Нежность». Татьяна Доронина. Фильм «Ещё раз про любовь» - Конфликт на острове Даманский - Путешествие Тура Хейердала на лодке «Ра» - Производство обуви - Песня «Огромное небо» - ГСВГ - Байкал - Новая школьная программа - Мультфильмы «Бременские музыканты», «Винни-Пух» и «Крокодил Гена и Чебурашка» |

### 1970—1979
1970
| - Балет «Спартак» - Всесоюзная перепись населения - Кадровые перестановки в журнале «Новый мир» - Городская проза. Повесть «Обмен» Юрия Трифонова - 2500 лет Самарканду - Олег Ефремов — главный режиссёр МХАТа - Екатерина Фурцева - 100-летие Ленина. Ленинский субботник - «Восточная политика» Вилли Брандта - Парики - Киноэпопея «Освобождение» - Фотоаппараты «Смена-8М» и «Зенит-Е» - Лауреаты конкурса имени Чайковского | - «Спортлото» - Луноход-1 - Фильмы «Белое солнце пустыни» и «Адъютант его превосходительства». Реабилитация «белых» - 6 соток - «Гостелерадио» - Чеканка - Нобелевский лауреат Солженицын - Угон Ан-24 в Турцию. «Самолётное дело» - Телепередача «А ну-ка, девушки!» - Водолазка - Ленинская премия Людмиле Зыкиной - «Волга» ГАЗ-24 |

1971
| - Новогоднее обращение Брежнева - 100 лет Советскому шампанскому - Дин Рид - Собрание сочинений Сергея Есенина - Магазины самообслуживания - «БелАЗ-549» - Киножурнал «Фитиль» - Эрих Хонеккер. Волнения в Польше - Рубашка поло - Еврейская эмиграция - XXIV съезд КПСС - Спасение Пизанской башни | - Кола Бельды - Анджела Дэвис - «Жигули» ВАЗ-2101 - Леонид Енгибаров - Бадминтон - Студенческие стройотряды - Гибель космонавтов Добровольского, Волкова и Пацаева - Часы театра Образцова - Французские духи. Марина Влади и Владимир Высоцкий - Василий Алексеев - Почтовый индекс - «Песня года» |

1972
| - Прапорщики и мичманы - Извержение вулкана Алаид - Роберт Фишер — 11-й чемпион мира - «УАЗ-469» - Сергей Лемешев: 50 лет на сцене - Самотлорское нефтяное месторождение - Отдых в горах. Спелеотуризм - Александр Годунов и Надежда Павлова - Хоккейная Суперсерия СССР — Канада - Брюки-клёш и платформы - Визит Ричарда Никсона в Китай и СССР - Новые нормы ГТО - Александр Галич | - Телепередача «От всей души» - Засуха - Олимпиада в Мюнхене. Гибель израильских спортсменов. Баскетбольный финал СССР — США - Михаилу Суслову — 70 лет - Вывод ГСВС из Египта - Змеиный яд - Усиление борьбы с пьянством - Продовольственный кризис - 50 лет СССР - Анекдоты про чукчу - Фильм «Джентльмены удачи» |

1973
| - Ольга Корбут - Замена партбилетов - ВИА «Песняры» - Окончание войны во Вьетнаме - Спорткомплекс «Медео» - «Письмо 40 академиков» - Бригадный хозрасчёт - Грузинские короткометражные фильмы - Производство пианино. Музыкальные школы - 1 000 000 000 пудов зерна. Визит Брежнева в Казахстан - Лев Кинг - Снегоход «Буран» - Спектакль «Соло для часов с боем» | - Военный переворот в Чили - «Библиотека современной фантастики» - Телепередача «Очевидное — невероятное» - Автосервис - Семёну Будённому — 90 лет - Сериал «Семнадцать мгновений весны» - Екатерина Максимова и Владимир Васильев - Нефтяной кризис - Война Судного дня - Выставка сокровищ гробницы Тутанхамона в СССР - Рак - Баптизм - Мультсериал «Ну, погоди!» |

1974
| - Фильм «Люди и манекены» - Выплаты по облигациям государственного займа - «Золотое кольцо России» - Уотергейтский скандал - 220 вольт вместо 127 - «Бульдозерная выставка» - Революция в Португалии - Высылка Солженицына - БАМ (Байкало-Амурская магистраль) - Встреча высоких гостей - Фильм «Высокий блондин в чёрном ботинке» - Лаздинай - Умер маршал Жуков - Архиепископ Макарий III. Раздел Кипра | - Супертанкер «Крым» - Фильм «Калина красная». Смерть Василия Шукшина - Выставка «Джоконды» в Москве - Сокращение мясо-молочной продукции. «Книга о вкусной и здоровой пище» - Луис Корвалан и Виктор Хара - Геннадий Хазанов - Памятник Хрущёву на Новодевичьем кладбище - Турнир «Золотая шайба» - Станции метро в Москве и Ленинграде - Телепередача «9-я студия» - Выставка Нади Рушевой - Постановление по развитию Нечерноземья - ВИА «Весёлые ребята», «Самоцветы» и «Песняры» |

1975
| - Киноводевили. Фильм «Соломенная шляпка» - Мопед «Верховина-5» - Социализм в Лаосе и Камбодже - Дефицит конфет - Фильм «Зеркало» Андрея Тарковского - Карпов — Фишер - Вероника Маврикиевна и Авдотья Никитична - Отдых в Болгарии - «Динамо (Киев)» — обладатель Кубка обладателей Кубков - Фильм «Любовь земная» - Мини- и макси-юбки - Хуан Карлос I вместо умершего Франко - Книги в обмен на макулатуру - Алла Пугачёва и песня «Арлекино» - Совещание в Хельсинки | - «Вражьи голоса» - Спектакль «Протокол одного заседания». Фильм «Премия» - Сайра в масле - Фильм «Здравствуйте, я ваша тётя!» - «Союз — Аполлон» - Дезодорант - Типовые 9-, 12- и 16-этажные дома - Телепередача «Что? Где? Когда?» - Фильм «Есения» - Виндсёрфинг - Брежнев в Париже, д’Эстен в Москве - Песня «День победы» - Захват заложников в Вене - Киножурнал «Ералаш» |

1976
| - Фильм «Ирония судьбы, или С лёгким паром!» - Новые паспорта - Хоккейная Суперсерия 1975/1976 - Спектакль «История лошади» - Беспорядки в Соуэто - Вино «бормотуха» - Фильм «Зита и Гита» - Олимпиада в Инсбруке. Раиса Сметанина - Памятник Брежневу - «Жигули» ВАЗ-2106 - Новые автомобильные права - МиГ-25 улетел в Японию - Магазины соцстран - Сериалы «Вечный зов», «Тени исчезают в полдень» и «Строговы» - Умер Мао Цзэдун - Выставка на Малой Грузинской | - Луна-парки - Гражданская война в Ливане - «Стенка» - Луис Корвалан на свободе - «Зарубежный детектив» - Неурожай хлеба - Ссора СССР с Египтом - Автозавод «КамАЗ» - Олимпиада в Монреале - Давид Тухманов — «По волне моей памяти» - Брежневу — 70 лет - Дымчатые очки - Мультфильм «38 попугаев» - XXV съезд КПСС. Письма трудящихся - Телепередачи «Утренняя почта» и «Мелодии и ритмы зарубежной эстрады» |

1977
| - Ледокол «Арктика» - Фильм «Розыгрыш» - Магазины «Берёзка». Чеки Внешпосылторга - Джинсы - Диссиденты - Теракт в московском метро - Профтехучилища - Последние полёты Ту-144 - Владимир Высоцкий: пик славы - Работы на овощебазах - Путешествие Тура Хейердала на «Тигрисе» - Женские сапоги - Первые дискотеки - Новый текст гимна СССР - Никита Михалков. Фильм «Неоконченная пьеса для механического пианино» | - «Нива» ВАЗ-2121 - Первое повышение цен - Брежнев — Президент - Новая конституция - Водки «Сибирская» и «Пшеничная» - Садистские стишки - Отдых в Прибалтике - «Атоммаш» - Группа «ABBA» - Пожар в гостинице «Россия» - 1-я книжная выставка-ярмарка - Нет нейтронной бомбе! - Шабашники - Продукты из соцстран - Дельтапланеризм |

1978
| - Мультфильм «Трое из Простоквашино» - Брежневу — орден Победы - Оркестр Поля Мориа в Москве - Карпов — Корчной. Майя Чибурданидзе - Мех нутрии - Сериал «Следствие ведут знатоки» - Демонстрации в Грузии - Выставка Ильи Глазунова - Панки - «Интеркосмос» - «Библиотека всемирной литературы» - Кэмп-Дэвидская сделка - «Бенефис Людмилы Гурченко» - Поездка Брежнева по Транссибу | - Поездки на картошку - Похищение и убийство Альдо Моро - Второе повышение цен - Книжная трилогия Брежнева - Новые школьные учебники - Шевченко сбежал в США - Группа «Boney M.» в Москве - Мухаммед Али в СССР - «ЗИЛ-4104» - Партийные перестановки — приход Черненко и Горбачёва - Папа Римский — Иоанн Павел II - Самые сильные морозы - Фильм «Мимино» - Грузинская эстрада — Вахтанг Кикабидзе и Нани Брегвадзе |

1979
| - Валентина Толкунова - Свержение Пол Пота. Геноцид в Кампучии - Китайско-Вьетнамская война - Вьетнамские рабочие в СССР - Александр Годунов остался в США - Маргарет Тэтчер — Премьер-министр Великобритании - Сериал «Приключения Шерлока Холмса и доктора Ватсона» - Дмитрий Шпаро на Северном Полюсе - Куртка «Аляска» - Исламская революция в Иране - Театры-студии - Пугачёва — «Женщина, которая поёт». Боярский — «Д’Артаньян и три мушкетёра». Мода на целлофановые пакеты - Договор ОСВ-2 - Пишущая машинка «Ятрань» - Пик еврейской эмиграции | - Сериал «Место встречи изменить нельзя» - Грушинский фестиваль - Третье повышение цен - Элтон Джон и Джо Дассен в СССР. Гостиница «Космос» - Альманах «Метрополь» - Сандинистская революция - Фарцовка - Гибель ФК «Пахтакор» в авиакатастрофе - «Pink Floyd» — альбом «Стена» - «Большая советская энциклопедия» - Фильм «Обыкновенное чудо» - Валентин Пикуль и Булат Окуджава - Ввод советских войск в Афганистан - Мода на карате - Адриано Челентано |

### 1980—1989
1980
| - Институт микрохирургии глаза - Ирано-иракская война - Высылка Сахарова в Горький - Эстонская эстрада - Олимпиада в Москве. Бойкот Олимпиады. Олимпийские стройки - «Pepsi-Cola» и «Fanta» - Аэропорт «Шереметьево-2» - Умер Владимир Высоцкий - Автомобильные номера на белом фоне - Распродажи на предприятиях - «Пираты XX века», «Москва слезам не верит» и «Экипаж» — фильмы-блокбастеры - Лейтенантская проза | - Теракт в Болонье - Мода на дублёнки - Фестиваль «Тбилиси-80». Группа «Машина времени» - Хаммеровский центр - Джуна - Разбился Машеров. Отставка Косыгина. Приход Тихонова - Широкомасштабные военные действия в Афганистане - Чингиз Айтматов - Реставрация Храма Василия Блаженного - Рональд Рейган — Президент США - Проблемы с сантехникой и ремонтом - Мода на перстни, кольца и цепочки - Убийство Джона Леннона |

1981
| - «Аэробус» Ил-86 - Валерий Леонтьев - Палас - Польская «Солидарность» - Студии звукозаписи - XXVI съезд КПСС: «Экономика должна быть экономной» - Жан-Поль Бельмондо - Повышение цен на бензин и водку - Несуны - Покушения на Рональда Рейгана и Иоанна Павла II. Убийство Анвара Садата - Электрический самовар - Михаил Жванецкий - Голодовка в Белфасте - «Волга» ГАЗ-3102 - Повышение пенсий, пособий и декретов | - «Першинги» в Европе - Дело фирмы «Океан» - Франсуа Миттеран — Президент Франции - Выставка «Москва—Париж» - Переход на «летнее время» - Американские сигареты в СССР - «Динамо (Тбилиси)» — обладатель Кубка обладателей Кубков - Личные подсобные хозяйства - Мотоблоки - Спектакль «Юнона и Авось» - Спейс шаттл - Военное положение в Польше - Художник Александр Шилов - Брежневу — 75 лет - Итальянская эстрада |

1982
| - Советский «Адидас» - Вторая общесоюзная телепрограмма - Умер Михаил Суслов - Кубик Рубика - События на Фолклендских островах - Газопровод «Уренгой — Помары — Ужгород» - Космонавты Кретьен и Савицкая - Шаварш Карапетян - Шапки из собак - Раймонд Паулс - «Иностранная литература» | - Англицизмы - Продовольственная программа. Андропов — 2-й человек в КПСС - Ливанская война - Визиты Брежнева в Азербайджан и Узбекистан - София Ротару - Канцлер Гельмут Коль - Советские альпинисты на Эвересте - Лыковы: «Таёжный тупик» - Умер Брежнев - Уэйн Гретцки. Диего Марадона. Гарри Каспаров - Телепередача «Весёлые ребята» |

1983
| - Янковский и Неёлова — образы современников - Универмаг «Московский» - Борьба за дисциплину. Водка «Андроповка» - Вторжение США на Гренаду - Ленинградский рок-клуб - Дело Елисеевского гастронома - Катастрофа теплохода «Александр Суворов» - Петродворец - Минтай — главная рыба - Саманта Смит - Видеопросмотры - Стахановцы Чих и Дроздецкий | - Катастрофа корейского Boeing 747 - Длинные батоны. Минипекарни - Дела Медунова, Щёлокова и Рашидова - Группа «Земляне» - Пластилиновые мультфильмы Александра Татарского - Фильмы «Пацаны» и «Чучело» - Атомная энергетика СССР - Антисионистский комитет - Конфронтация с США. «Империя зла» - 200 лет Георгиевскому трактату - МЖК - Юрий Антонов |

1984
| - «Лицедеи» - Видеомагнитофон «Электроника ВМ-12» - Забастовки английских шахтёров - Смерть Андропова. Генсек Черненко - Брейк-данс - Школьная реформа - Перезахоронение Фёдора Шаляпина - Карпов — Каспаров - Смерч в Иванове - Вьетнамцы в СССР - Снижение цен на сельдь иваси | - Бойкот СССР Олимпиады в Лос-Анджелесе - Спортивный стиль в одежде — «трубы», «дутики», «луноходы» - Поворот рек - Женя Кисин - «ВАЗ-2108» - Убийство Индиры Ганди - Реставрация Домского собора - Мишель Платини - Потери в Афганистане - Вячеслав Молотов восстановлен в КПСС - Фильм «Любовь и голуби» |

1985
| - Ан-124 «Руслан» - Смерть Черненко. Генсек Горбачёв - «Кино с полки»: Элем Климов — «Агония» и «Иди и смотри», Алексей Герман — «Мой друг Иван Лапшин» и «Проверка на дорогах» - Перестройка. Хождение в народ - Резиновые дубинки в СССР - Кадровые перестановки - «Жальгирис» - Программа «Звёздных войн» - Всемирный фестиваль молодёжи и студентов - Бегство Олега Гордиевского | - Сергей Бубка взял 6 метров - Борьба с пьянством - Нападение на «Данаю» - Продление Варшавского договора - Фильм «Зимняя вишня» - «Ускорение» - Гарри Каспаров — 13-й чемпион мира - Женевская встреча Горбачёва и Рейгана - Старый Арбат - Нашли лайнер «Титаник» - Аэробика |

1986
| - Новогодние обращения Рейгана и Горбачёва к советскому и американскому народам - Комета Галлея - Сериал «Возвращение Будулая» - XXVII съезд КПСС: гласность и демократизация - Убийство Улофа Пальме - «Москвич-2141» - Поездки Горбачёва по стране. Раиса Горбачёва - Катастрофа шаттла «Челленджер» - Издаются запретные книги - Брайтон-Бич - Игры доброй воли - Дмитрий Лихачёв — Герой Социалистического Труда - Комбайн «Дон-1500» | - «Динамо (Киев)» — 2-й Кубок обладателей Кубков. Сборная СССР на чемпионате мира в Мексике. Победа сборной Аргентины - Чернобыльская авария - 5-й съезд Союза кинематографистов - Борьба с нетрудовыми доходами - Конкурс эстрадной песни «Юрмала-86» - Катастрофа лайнера «Адмирал Нахимов» - Советский Фонд культуры - Налёты США на Ливию - Беспорядки в Алма-Ате - Сериал «Спрут» - XXVII съезд КПСС: «Каждой семье к 2000 году — отдельную квартиру» - Возвращение Сахарова из ссылки - Группа «Modern Talking» |

1987
| - Фильм «Покаяние» - Автомобили «Ока» и «Таврия» - Маргарет Тэтчер в Москве - Обратные переименования городов - СП. ИТД. Кооперация - Доктор Хайдер голодает - Проституция - Журнал «Огонёк» и газета «Московские новости» - Лигачёв и Яковлев - Раздел МХАТа - Хлопковое дело. Суд над Юрием Чурбановым - Выборы директоров. Самофинансирование - Умерли Анатолий Папанов и Андрей Миронов - Журнал «Бурда моден» на русском языке - Госприёмка | - Фильмы «Архангельский мужик» и «Легко ли быть молодым?» - Неформалы. Любера - Лимитчики - Телепередачи «Прожектор перестройки», «До и после полуночи» и «Программа Взгляд» - Общество «Память» - Александр Розенбаум - Перестроечная проза - Мода на перестройку на Западе - Матиас Руст прилетел - Телемосты СССР — США - День города Москвы - Изгнание Бориса Ельцина из Политбюро - Нобелевский лауреат Бродский |

1988
| - Фильм «Асса» - Конфликт в Нагорном Карабахе - Пожар в Библиотеке академии наук - Реабилитация Николая Бухарина - Нина Андреева — «Не могу поступаться принципами» - XIX всесоюзная партконференция - Фильмы «Маленькая Вера» и «Интердевочка» - СПИД в СССР - Первый конкурс красоты - Крымские татары - Олимпиада в Сеуле. Сборная СССР по футболу — 2-я на Чемпионате Европы - Рэкет - 1000-летие Крещения Руси | - Разрешены ксероксы - Дедовщина. Иван Чонкин - Национальные движения в Прибалтике - Группа «Ласковый май» - Отставка Андрея Громыко - Угон самолёта и захват автобуса - «Сотбис» - Разоблачение сталинизма - Визит Рейгана в СССР. Визит Горбачёва в США - Землетрясение в Армении - «Буран» — советский «спейс шаттл» - Русский рок на стадионах |

1989
| - Артём Тарасов - Сериал «Рабыня Изаура» - Общество «Мемориал» - Катастрофа АПЛ «Комсомолец» - Вывод советских войск из Афганистана - Варёные джинсы - Аллан Чумак и Анатолий Кашпировский - События на площади Тяньаньмэнь. Горбачёв в Китае - «Сатанинские стихи» - События в Тбилиси. «Сапёрные лопатки» - Талоны на сахар - Возвращение в СССР Шемякина и Неизвестного | - I Съезд народных депутатов СССР - Забастовки шахтёров в СССР - Конфликт в хоккейном ЦСКА - Железнодорожная катастрофа под Уфой - Митинги в СССР - Ленинградское телевидение — «600 секунд», «Пятое колесо» и телереклама - Понятие «горячие точки» - Крушение социализма в Восточной Европе - Падение Берлинской стены - Смерть академика Андрея Сахарова - Встреча Горбачёва с Иоанном Павлом II - Фильм «Гардемарины, вперёд!» |

### 1990—1999
1990
| - «McDonald’s» в Москве - «Первоначальное накопление капитала» - Нельсон Мандела на свободе - Радиостанции «Европа Плюс» и «Эхо Москвы» - Дело кооператива «АНТ» - Патриарх Алексий II - События в Баку - Фильм «Так жить нельзя» - Программа «500 дней» - Мэры Собчак и Попов - «Митьки» - Коммунистическая Партия РСФСР — «полозковцы» - Объединение Германии - Турецкий чай - Горбачёв — Президент СССР - Легинсы и лосины | - Ельцин — Председатель Верховного Совета РСФСР. Суверенитет РСФСР - Погиб Виктор Цой - XXVIII съезд КПСС: отмена 6 статьи Конституции, массовый выход из КПСС и многопартийность - Отмена цензуры. Газета «Аргументы и Факты» - «Парад суверенитетов». Суверенитет Украины - Убийство Александра Меня - Звиад Гамсахурдия - Ламбада - Табачные бунты - Нобелевский лауреат Горбачёв - Четвёртая волна эмиграции - Арест Андрея Чикатило - «Челноки» - Отставка Шеварднадзе. Приход Янаева - Телепередачи «ТСН» и «Поле чудес» |

1991
| - Попытки госпереворотов в Литве и Латвии - Зажим гласности — закрытие «Взгляд» и «ТСН» - Премьер-министр Павлов. Обмен денег - Барби - Операция «Буря в пустыне» - «Шестисотый Мерседес» - Отмена распределения выпускников вузов - Гуманитарная помощь для СССР - Обретение мощей Серафима Саровского - Убийство Раджива Ганди - Референдум о сохранении СССР - Спектакли Романа Виктюка - Распад Югославии - Российское телевидение - Визит Горбачёва в Японию - Роспуск Варшавского договора и СЭВ | - Борис Ельцин — Президент РСФСР - «КамАЗы» на ралли «Париж-Дакар» - Августовский путч - Санкт-Петербург вместо Ленинграда - Прослушка посольства США в Москве - Убийство Игоря Талькова - Джохар Дудаев — глава Чечни - Газовые баллончики - Запрет КПСС - Гайдар и его команда - Беловежские соглашения. Создание СНГ - Свержение Звиада Гамсахурдии - Распад СССР. Россия вместо РСФСР и СССР - Восстановление отношений с Израилем - Алла Пугачёва и Олег Янковский — последние Народные артисты СССР |

1992
| - Сериал «Санта-Барбара» - «Шоковая терапия» - Свобода торговли. Секонд-хенд - Букеровская премия - Процесс над КПСС - Ларёк-палатка - Олимпийские сборные СНГ на Олимпиадах в Альбервиле и Барселоне - Гаражи-«ракушки» - Споры между Россией и Украиной из-за Крыма и Севастополя. Раздел Черноморского флота - Фальшивые авизо - Российские батальоны в Югославии - Вице-президент Александр Руцкой - Автоответчик и определитель номера - Бухгалтер — модная профессия. Офисы - Кириллович — «Наследник Российского престола» | - Памперсы и тампоны - Телохранители - Много разных вер - Эдуард Шеварднадзе снова глава Грузии - Биржи - Отставка Гавриила Попова. Юрий Лужков — мэр Москвы - Сепаратизм автономий Татарстана и Башкирии - Экспорт и реэкспорт цветных металлов - Арест Майка Тайсона - Ваучер. Анатолий Чубайс - Отмена монополии на водку. Спирт «Рояль» и водка «Распутин» - Войны в Абхазии и Таджикистане. Конфликт в Приднестровье - Возрождение казачества - Распад Чехословакии - Премьер Виктор Черномырдин - Группа «На-На» |

1993
| - Видеоклипы - Россия — выездная страна - Русский «Смирновъ» против американского «Smirnoff» - Подержанные иномарки - Презентация - Референдум «Да-Да-Нет-Да» - Форум в Давосе - Швейцария — элитная заграница - Денежная реформа. Новые купюры - Подростки моют машины - «Раскол» в мировых шахматах - Компакт-диски — CD вместо LP - Гейдар Алиев — Президент Азербайджана - Исламские страны СНГ - Шоколадные батончики «Mars», «Snickers» и «Bounty» - ГКО - Киллеры. Убийства банкиров | - Евроремонт - «Herbalife» - Генерал Александр Лебедь — политик - Секс-индустрия - РНЕ и Александр Баркашов - Бытовая техника - «11 чемоданов Руцкого» - Указ № 1400. Расстрел Белого дома - Телеканалы «ТВ-6» и «НТВ» - «Белое братство» - Гастарбайтеры - Теннис — царский вид спорта - Новая конституция - Государственная Дума - Ирина Хакамада — «новая русская» - Майкл Джексон в Москве |

1994
| - Показы мод. Топ-модели - Ельцин переехал в Крылатское - Цветное фото - Умер Ким Ир Сен - «ГАЗель» - Свадьба Аллы Пугачёвой и Филиппа Киркорова - Супермаркеты - Убийство Отари Квантришвили - «МММ» - Война и голод в Руанде - Роликовые коньки - Кипр и Турция — «всероссийские здравницы» - Леонид Кучма и Александр Лукашенко — президенты Украины и Белоруссии - Возвращение Солженицына - Раскол в газете «Правда» - Вывод ГСВГ из Германии - Авиакатастрофа под Междуреченском. Катастрофа парома «Эстония» | - Мобильный телефон и пейджер - Ельцин проспал Ирландию - Липовая фирма - Умер Курт Кобейн - Новые автомобильные номера - Первая чеченская война - «Властилина». Банк «Чара» - «Орестея» Петера Штайна - Погиб Айртон Сенна - «Чёрный вторник» - Убийство Дмитрия Холодова - Карточки и банкоматы - Звёзды НХЛ в России - Олдрич Эймс — русский шпион в ЦРУ - Ночной клуб - Елизавета II в Москве - Фильм «Криминальное чтиво». Квентин Тарантино |

1995
| - Рекламные ролики - «Аум Синрикё». Землетрясение в Кобе - Уволен Юрий Григорович - Мелкооптовые рынки - Убийства депутатов и их помощников - Отравление баскетболистов ЦСКА. Возвращение Майкла Джордана - Плюрализм курева - Наши на «Шаттле» - Убийство Владислава Листьева - Ту-204 - Мультфильм «Гагарин» - Новые доллары - 50 лет Победы - Фильм «Утомлённые солнцем» получает «Оскар» - Подпольная водка. Акцизные марки | - Солоник и Япончик - Немцов и Жириновский обливаются соком - Теракт в Будённовске - Евгений Кафельников и Андрей Чесноков - «Лицо кавказской национальности» - Программа «Куклы» - Книжная мода — русский боевик - Расширение НАТО на Восток - «Братва» - Кирсан Илюмжинов — Президент ФИДЕ - Землетрясение в Нефтегорске - Московский строительный бум. Воссоздание Храма Христа Спасителя - Убийство Ицхака Рабина - Выборы в Государственную думу - «Несерьёзный» рок — группы «Агата Кристи», «Чиж & Co» и «Ногу свело!» |

1996
| - Телемагазины - Теракт в Кизляре - Золото Шлимана. Реституция - «Десятка» — ВАЗ-2110 - Новые кинотеатры и новое кино - Олигархи - Су-37 - Лукашенко: конфликты с оппозицией и союз с Россией - Новые лекарства - Ликвидация Джохара Дудаева. Ельцин в Чечне - Налоговые декларации - Стинг в Москве - Коровье бешенство в Европе - Выборы мэров Москвы и Санкт-Петербурга - Интернет, юзеры и хакеры | - Борис Ельцин идёт на второй срок - «Коробка из-под ксерокса» - Коттеджи - Русские в Прибалтике - Брынцалов и Довгань — «русские капиталисты» - Группа «Иванушки International» - Падение Грозного. Хасавюртовское соглашение - Ельцину делают коронарное шунтирование - Взрыв на Котляковском кладбище - «Chevrolet» в Елабуге - Реконструкция Кремля. Новая державность - «Трёхгрошовая опера» - Захват посольства Японии в Перу - «Macarena» |

1997
| - Детективы Александры Марининой - Секвестр бюджета. Деноминация - Беспорядки в Албании - Тамагочи - Овечка Долли. Клонирование - Независимая Чечня - МВФ. Мишель Камдессю - Министр Ковалёв в бане - «Том Клайм» - Борис Немцов - Гонконг вернулся в Китай - Памятник Петру I в Москве - Продали «Известия» и «Комсомольскую правду» - Новый Пост № 1 - Умер Булат Окуджава | - Гарри Каспаров проиграл компьютеру - Гибель принцессы Дианы - Крейсер «Пётр Великий» - Тайсон откусил ухо Холифилду - Телеканал «Культура» - Левые у власти в Европе - Наркомания - 850 лет Москве - «Русское радио». Николай Фоменко - Аварии на станции «Мир». Марсоход - «Союз писателей» - Катастрофа Ан-124 - Азиатский финансовый кризис - Группа «Мумий Тролль» |

1998
| - Пиво «Балтика» - Иоанн Павел II на Кубе - Андрей Климентьев — мэр Нижнего Новгорода - Разгон демонстрантов в Латвии - Виагра - Отставка Черномырдина. Кириенко — новый Премьер-министр - «Daimler-Chrysler» и «Rolls-Royce» проданы - Шахтёры на рельсах - Похороны царской семьи - Ураган в Москве - Династический брак Айдара Акаева и Алии Назарбаевой - Фильм «Титаник». Леонардо Ди Каприо - Президент Литвы — американец - Ядерные испытания в Индии и Пакистане | - Генерал Александр Лебедь — губернатор - Группа «The Rolling Stones» в Москве - Дефолт - МКС - Арест Аугусто Пиночета - Дешёвая икра - Два «Гамлета» - Сити-Чесс — Новые Васюки - Клинтон и Левински - Российский футбол — подъём клубов и провал сборной - Убийство Галины Старовойтовой - Михась в Женеве - Телеканал «MTV». Бивис и Баттхед |

1999
| - Сериал «Улицы разбитых фонарей» - Смерть арабских королей - Евгений Кафельников — 1-я ракетка мира - Оджалан и курды - Роман «Generation „П“» - Бомбардировки Югославии - Юрий Скуратов - Фильм «Сибирский цирюльник» - Пожар в Самарском ГУВД - Землетрясения в Греции, на Тайване и в Турции - 200 лет Пушкину - Футбольные радости и огорчения - Бензиновый кризис - Начало конца для станции «Мир» - Год трёх премьеров: Примаков — Степашин — Путин - Диоксиновые куры и отравленная «Coca-Cola» | - Лесные пожары - «Семья» - Солнечное затмение - Первый отпуск после дефолта - Умерла Раиса Горбачёва - Подешевели «Жигули» и мобильные телефоны - Фарби - Взрывы жилых домов в Буйнакске, Москве и Волгодонске - Бои в Дагестане - Вторая чеченская война - Фильм «Хрусталёв, машину!» - Выборы в Государственную думу - Дело «Bank of New York» - «Проблема 2000» - Борис Ельцин ушёл в отставку - Песня «Убили негра» |

### 2000—2003
2000
| - Фильм «Брат-2» - Юбилейный архиерейский собор Русской православной церкви. Канонизация Николая II - Раздел «Microsoft» - Украина ворует российский газ - 100 лет королеве-матери - Катастрофа «Конкорда» - Николай Басков - Вторая чеченская война продолжается - Владимир Крамник — 14-й чемпион мира - Теракт под Пушкинской площадью - Первый год Владимира Путина - Бешеные цены на футболистов - Пожар на Останкинской телебашне | - Детективы Бориса Акунина - Массовое отравление грибами в Воронеже - Борьба с олигархами - Поражение Слободана Милошевича на выборах - Катастрофа АПЛ «Курск» - 11-е место сборной России на чемпионате мира по хоккею - Алсу и Земфира - Зарождение рунета - Джордж Буш-младший — Президент США - Марат Сафин - Проблема летнего отдыха в Крыму - Нобелевский лауреат Алфёров - Новый гимн России |

2001
| - Гарри Поттер - Движение «Идущие вместе» - Энергокризис в Приморье, Архангельске, Ульяновске и на Камчатке - Михаэль Шумахер — абсолютный чемпион - Дело Юрия Буданова - Подоходный налог 13 % - Турне Ким Чен Ира по России - Эпидемия ящура в Европе - Закон о партиях. Партия «Единая Россия» - Самокаты - Шахиды - Теракты 11 сентября. Усама Бен Ладен — враг № 1 - Конверты с сибирской язвой - Контртеррористическая война в Афганистане - Телеканал «Аль-Джазира» - Солженицын — «200 лет вместе» | - Первые российские реалити-шоу «За стеклом» и «Последний герой» - Украина сбила Ту-154 - Подъём затонувшей АПЛ «Курск» - Затоплена станция «Мир». Деннис Тито — первый космический турист - Переговоры с Закаевым и суд над Радуевым - Театр снова в моде - Часть сотрудников «НТВ» перешли на «ТВ-6». Смена власти на телеканале «Московия» - Утонувшие в реках и озёрах - Выдача Слободана Милошевича - Тони Блэр — снова Премьер-министр Великобритании - Дело Дмитрия Склярова - Болгарский царь-премьер - «Питерские» у власти - Урожай зерна - Антиглобалисты |

2002
| - Скандалы на Олимпиаде в Солт-Лейк-Сити - Закрытие «ТВ-6». Открытие «ТВС» - Раскол КПРФ - Погиб Александр Лебедь - Попытка госпереворота в Венесуэле - Панкисское ущелье - Обострение отношений между Ватиканом и Русской православной церковью - Повышение пошлин на подержанные иномарки - Мода на мюзиклы - «Идущие вместе» против Владимира Сорокина - Ликвидация Хаттаба - Наводнение в Европе. Наводнения и лесные пожары в России. Смог в Москве - Евро — новая валюта - Чемпионат мира по футболу: победа сборной Бразилии, провал сборной России и погромы на Манежной - Дело Дмитрия Сычёва - Похищение Кукуры - Земельная реформа | - Российско-белорусский кризис - Мины-ловушки - Жан-Мари Ле Пен — Президент Франции - Успех группы «Тату» на Западе - Всероссийская перепись населения - Столкновение над Боденским озером. Скниловская трагедия. Катастрофа Ил-86 - Погиб Сергей Бодров-младший - Педофилы в рясах - Вашингтонский снайпер - Красноярские выборы Хлопонина - Теракт «Норд-Ост» - Проблема Калининграда - Прибалтика в НАТО - Покушение на Туркменбаши - «Котлеты и мухи». «Радикальное обрезание» - Россия выиграла Кубок Дэвиса - Масяня |

2003
| - Атипичная пневмония - Сериал «Идиот» - Пожары в школах и ВУЗах - Закрытие «ТВС» - Коса Тузла - Космическая свадьба - Фильм «Возвращение» - Столкновение двух Ми-24. Затонула АПЛ К-159. Катастрофа Ту-160 - Скандал в Большом театре с Анастасией Волочковой - Евро обгоняет доллар - «Оборотни в погонах» - Роман Абрамович покупает ФК «Челси» - Энергокризис в США и Европе - 300 лет Санкт-Петербургу - Кризис ФК «Спартак». Сборная России едет на Чемпионат Европы - Референдум в Чечне. Президент Ахмат Кадыров - Теракты шахидок у отдела УФСБ, в Моздоке, в Тушино и у гостиницы «Националь» | - Жара в Европе - Концерт Пола Маккартни в Москве - Дело «ЮКОСа». Арест Михаила Ходорковского - Спасение шахтёров из «Западной-Капитальной» - Иранские сиамские близнецы - Война США в Ираке - Аварии маршрутных «Газелей» - Отказы выдать Закаева, Гусинского и Березовского - Губернатор — Терминатор - «Революция роз» в Грузии - Катастрофа шаттла «Колумбия» - Валентина Матвиенко — губернатор Санкт-Петербурга - Нобелевские лауреаты Абрикосов и Гинзбург - Ильхам Алиев — Президент Азербайджана - Партия власти «Единая Россия». «Правые» не прошли в Думу. Партия «Родина» - Флешмоб |